# 波戈里列齊
48°52′29″N 24°4′26″E / 48.87472°N 24.07389°E
波戈里列齊（烏克蘭語：Погорілець），是烏克蘭西部的村莊，隸屬伊萬諾-弗蘭科夫斯克州的卡盧什區。該村始建於1469年，面積10.23平方公里，2001年人口452，人口密度每平方公里44.2人。